# Serra da Estrela
La Serra da Estrela (in italiano: Catena della Stella) è il maggior gruppo montuoso del Portogallo e comprende la vetta più elevata del Portogallo continentale (Monte Malhão da Estrela; la Ponta do Pico, nelle isole Azzorre, è con i suoi 2.351 m s.l.m. la cima più alta dello Stato), che raggiunge l'altitudine naturale di 1993 m s.l.m.

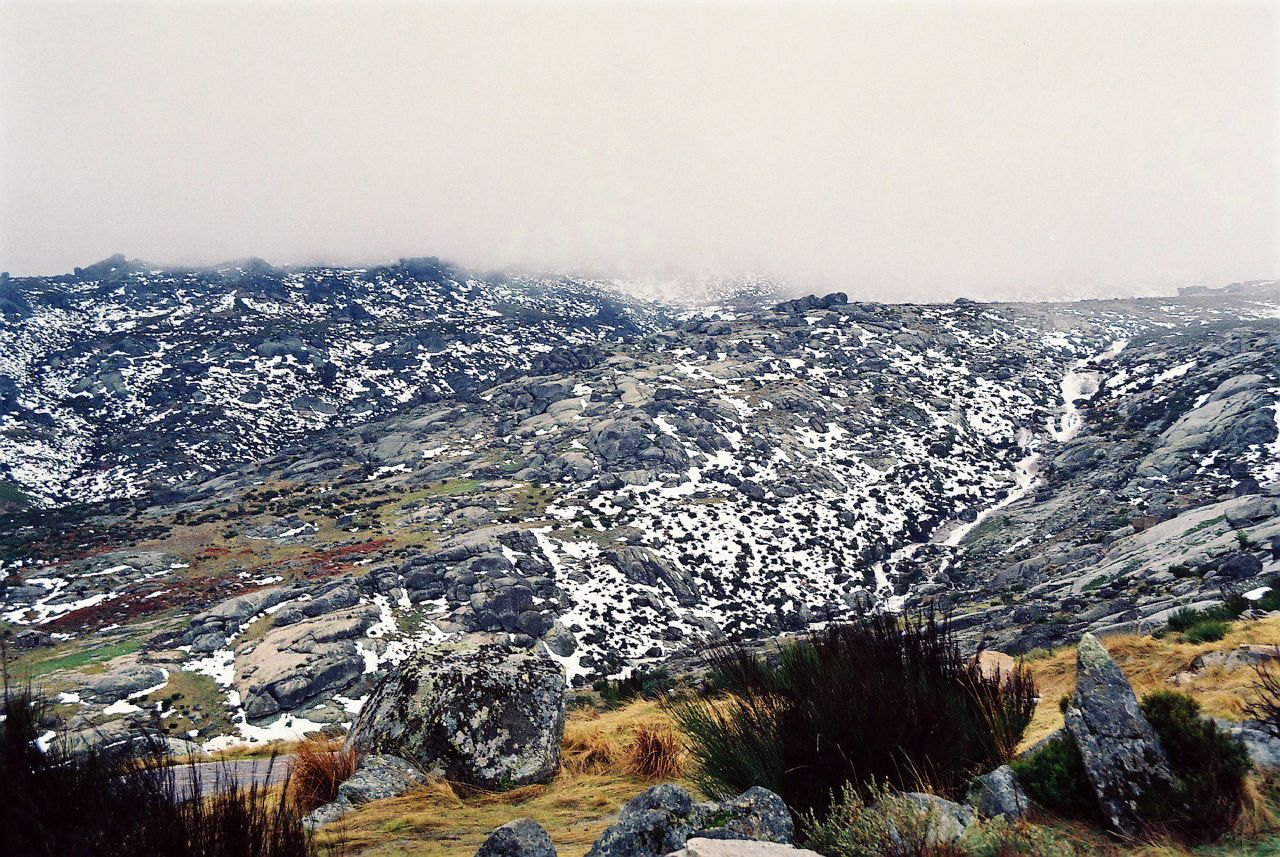
Panorama della Serra da Estrela

Il re Giovanni V (João V) ordinò di costruire tra il 1716 e il 1726 sulla sommità della montagna una torre alta 7 metri, in modo che la vetta toccasse l'altitudine dei 2000 m s.l.m. La stessa sommità è ora conosciuta in portoghese come la "Torre".
Il complesso montuoso si sviluppa per una lunghezza complessiva di 100 km e una larghezza massima di 30 km. È formato da una vasta catena di granito, che un tempo delimitava la frontiera meridionale del paese. Il paesaggio naturale, che comprende gole scolpite dall'acqua, dirupi, torrenti e piccoli laghi montani è fra i più notevoli e suggestivi del Portogallo.
Ci sono tre fiumi che hanno le loro sorgenti nella Serra da Estrela: il Mondego, il più lungo fiume il cui percorso è incluso interamente nel territorio portoghese; il Zêzere, che è un affluente del Tago; un tributario del Mondego, l'Alva.

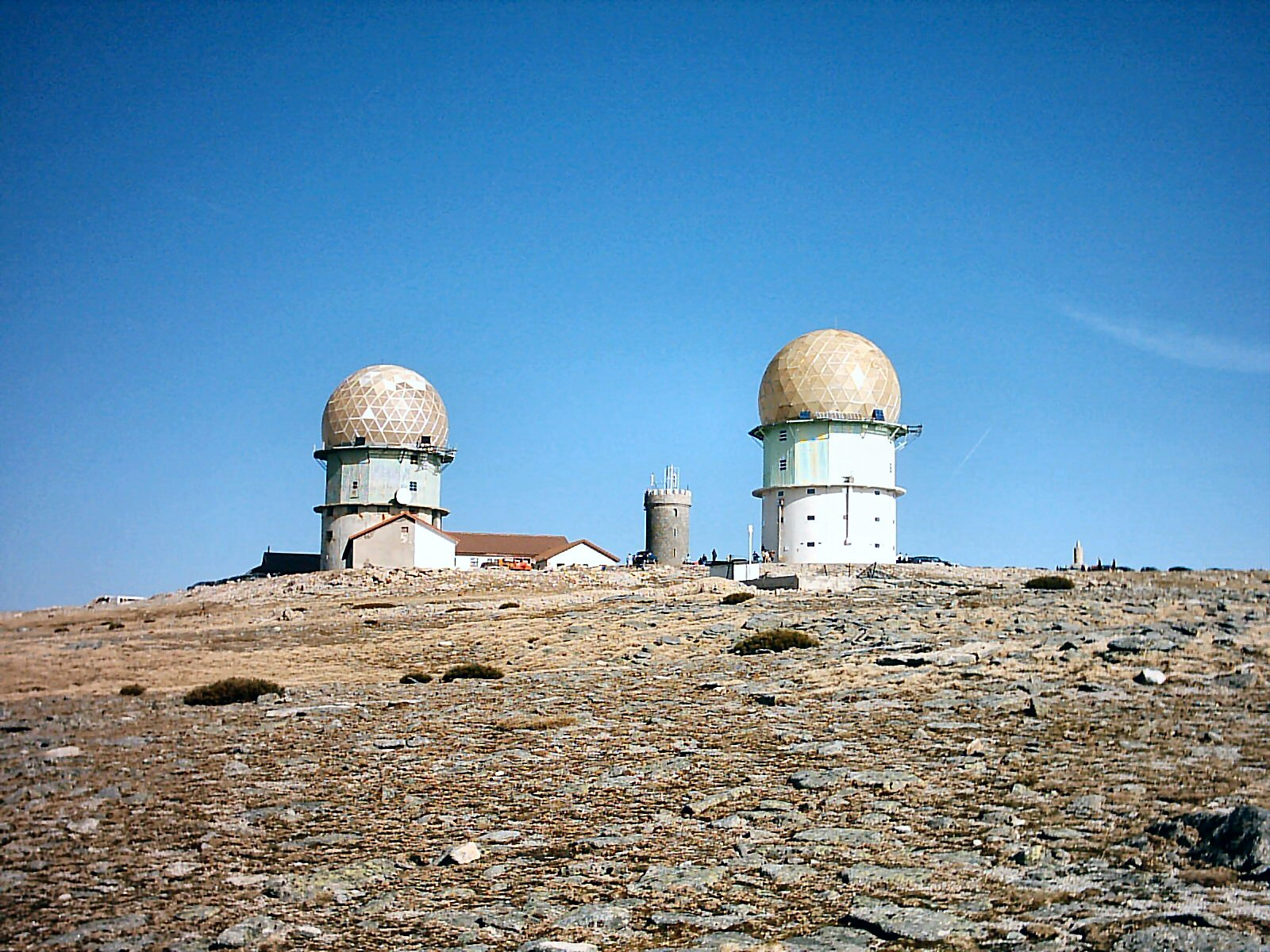
La cima della Serra de Estrela

Il gruppo montuoso è parte del Parco naturale della Serra da Estrela, che copre un'area di 1010 km², della quale circa la metà si trova al di sopra dei 700 m s.l.m. La catena ospita inoltre gli unici impianti di risalita per la pratica dello sci alpino del Portogallo, presso la stazione di Loriga.
Il Cão da Serra da Estrela (cane della Serra da Estrela) è una particolare razza canina montana che prende il nome da questa regione.
Il Queijo Serra da Estrela è un formaggio tipico della regione della Serra da Estrela.
Il monte è citato nel capitolo 41 di Moby Dick di Herman Melville, citando una leggenda per cui in un lago in cima a questo monte comparivano inspiegabilmente relitti di navi marine.

Serra da Estrela
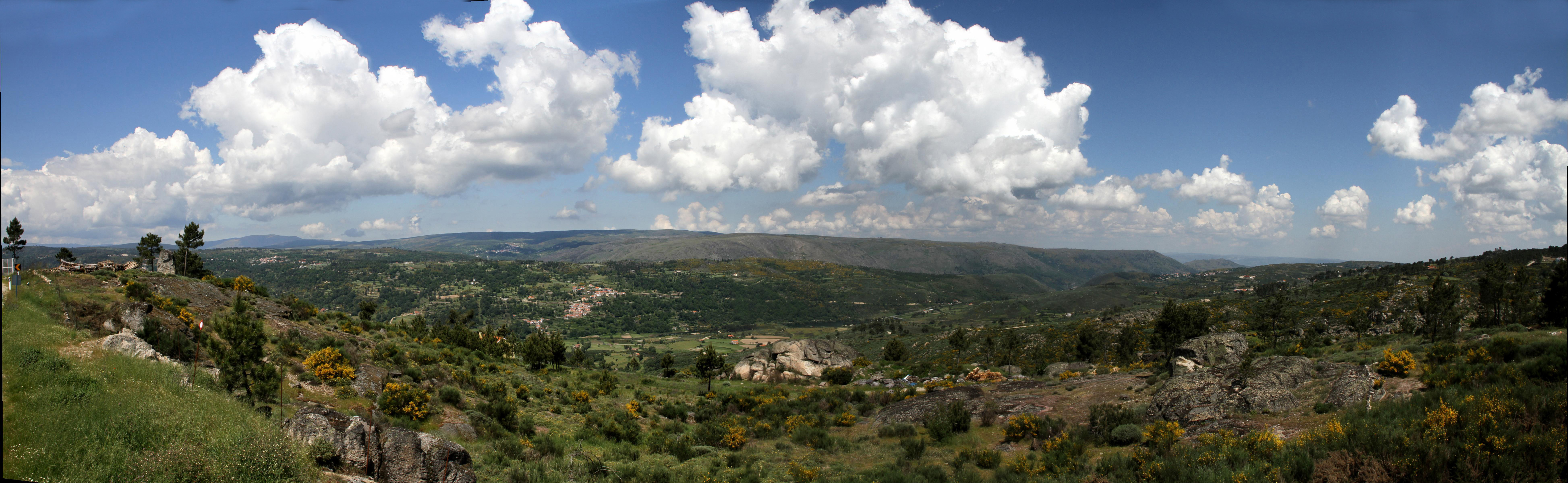
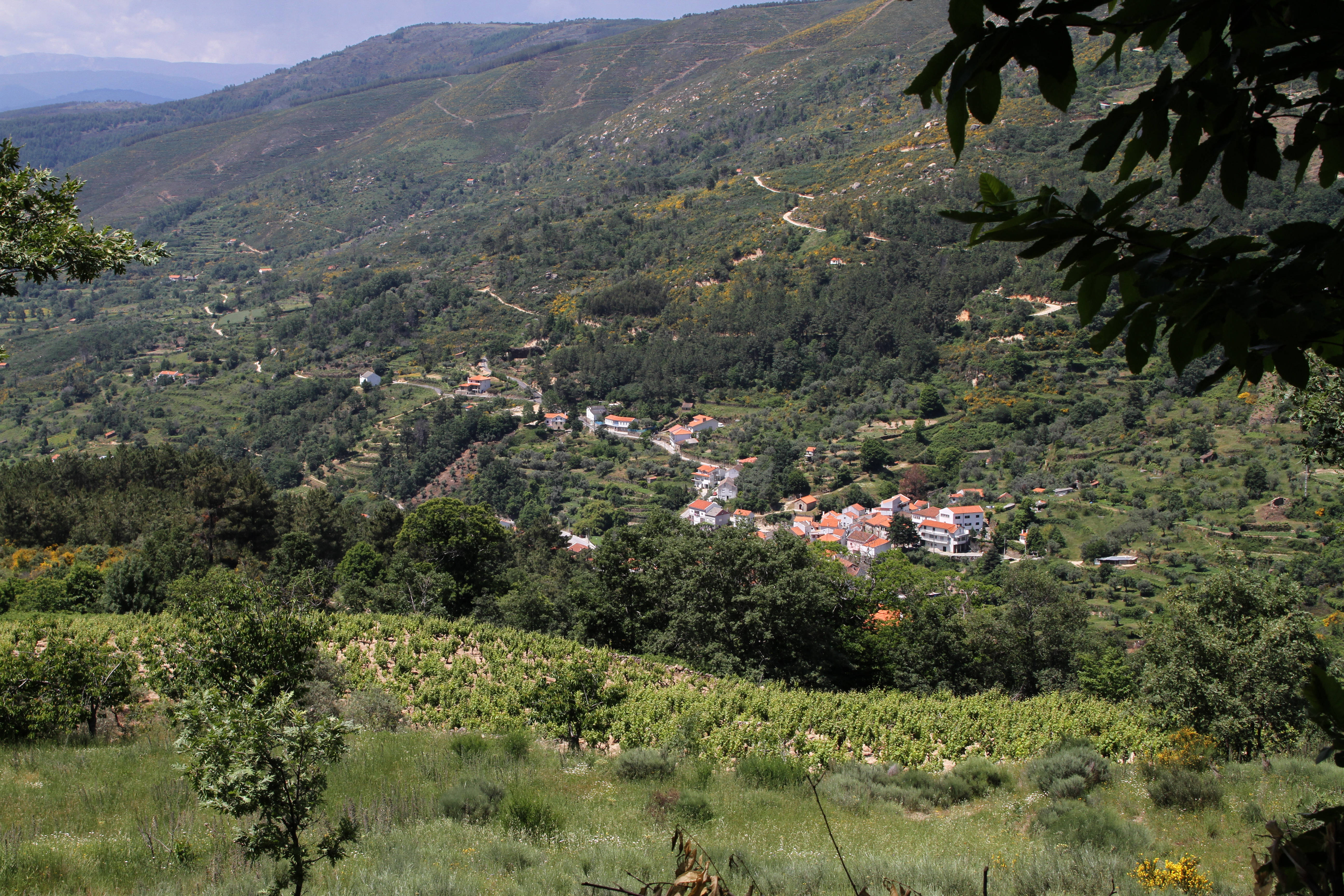
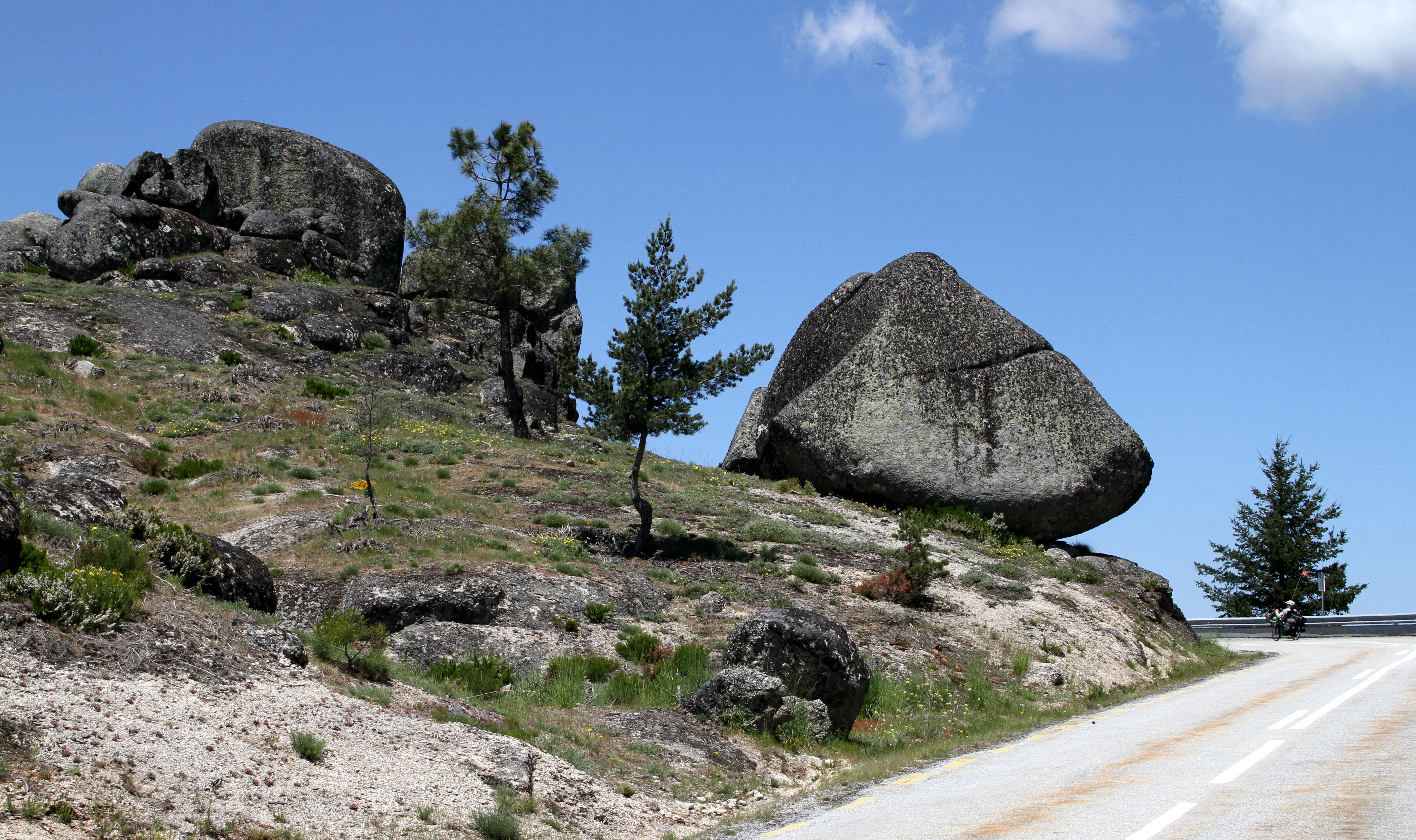
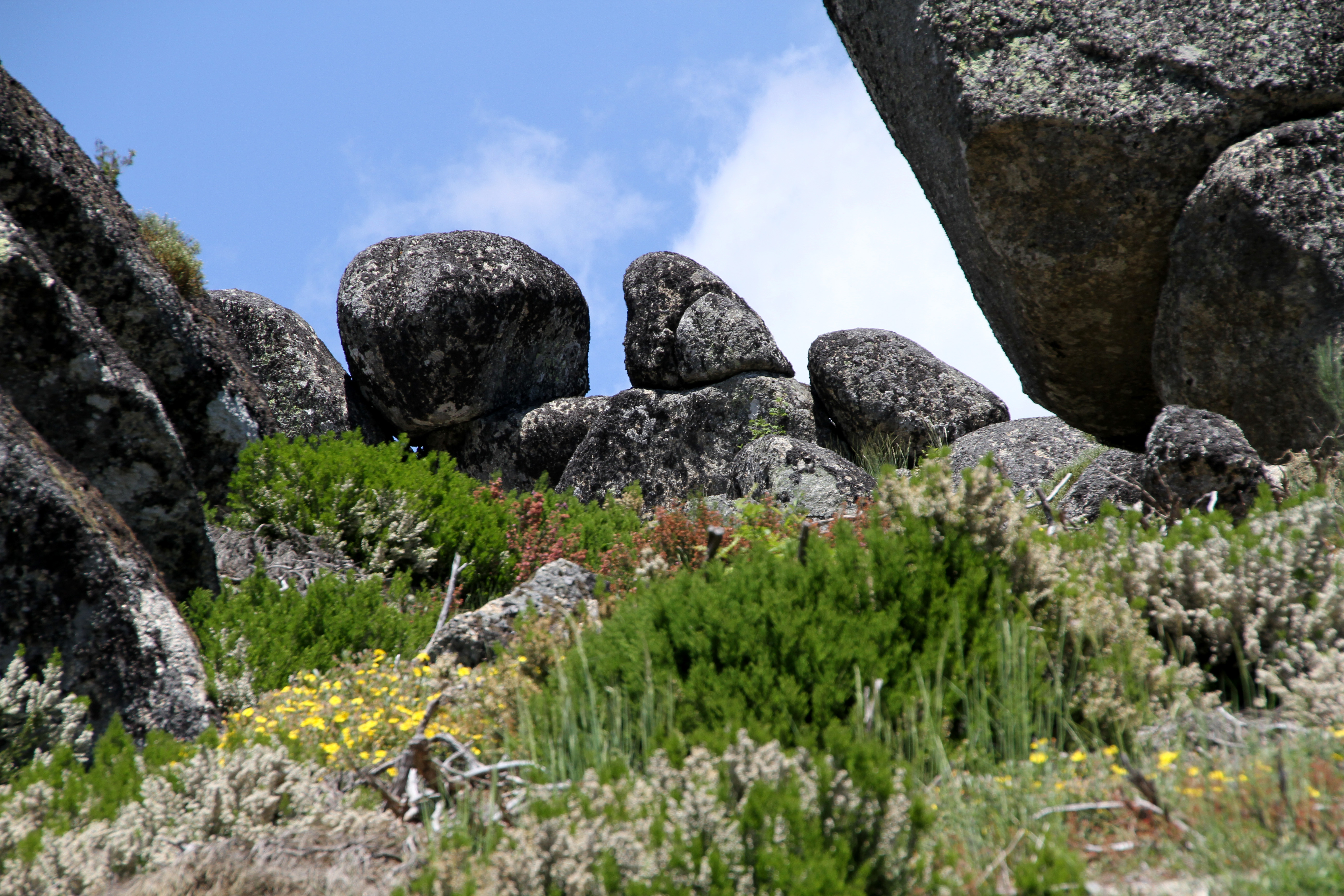
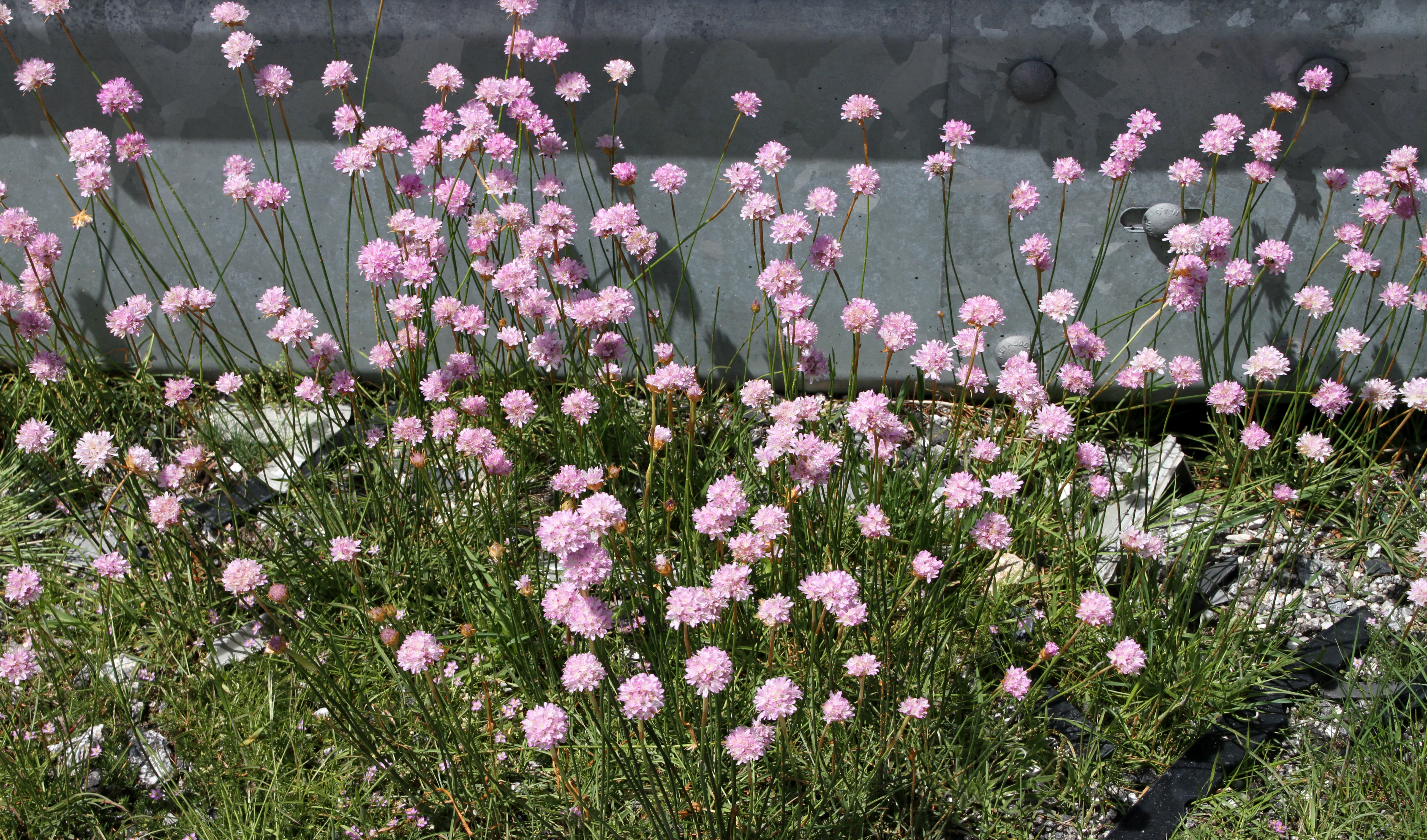
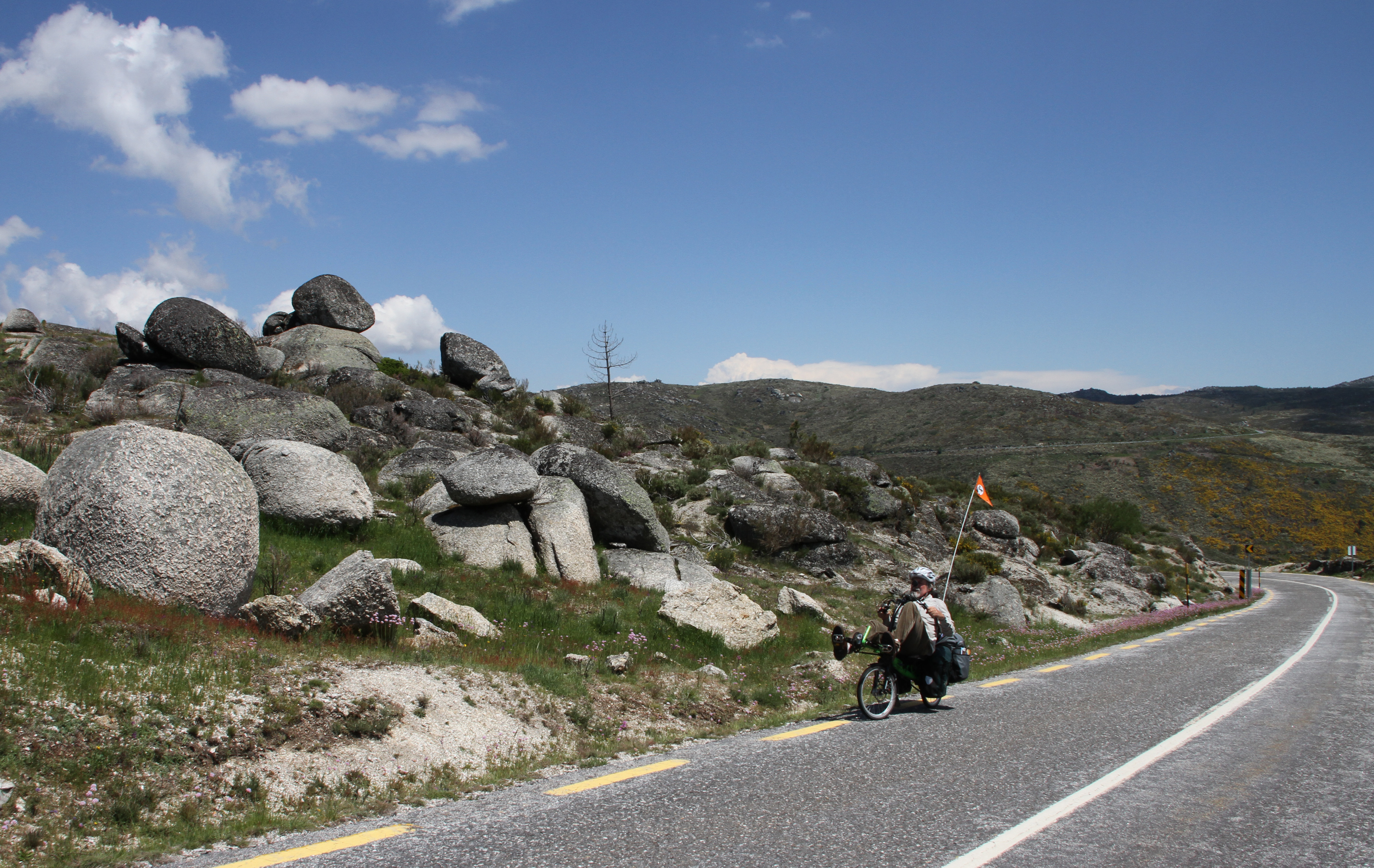
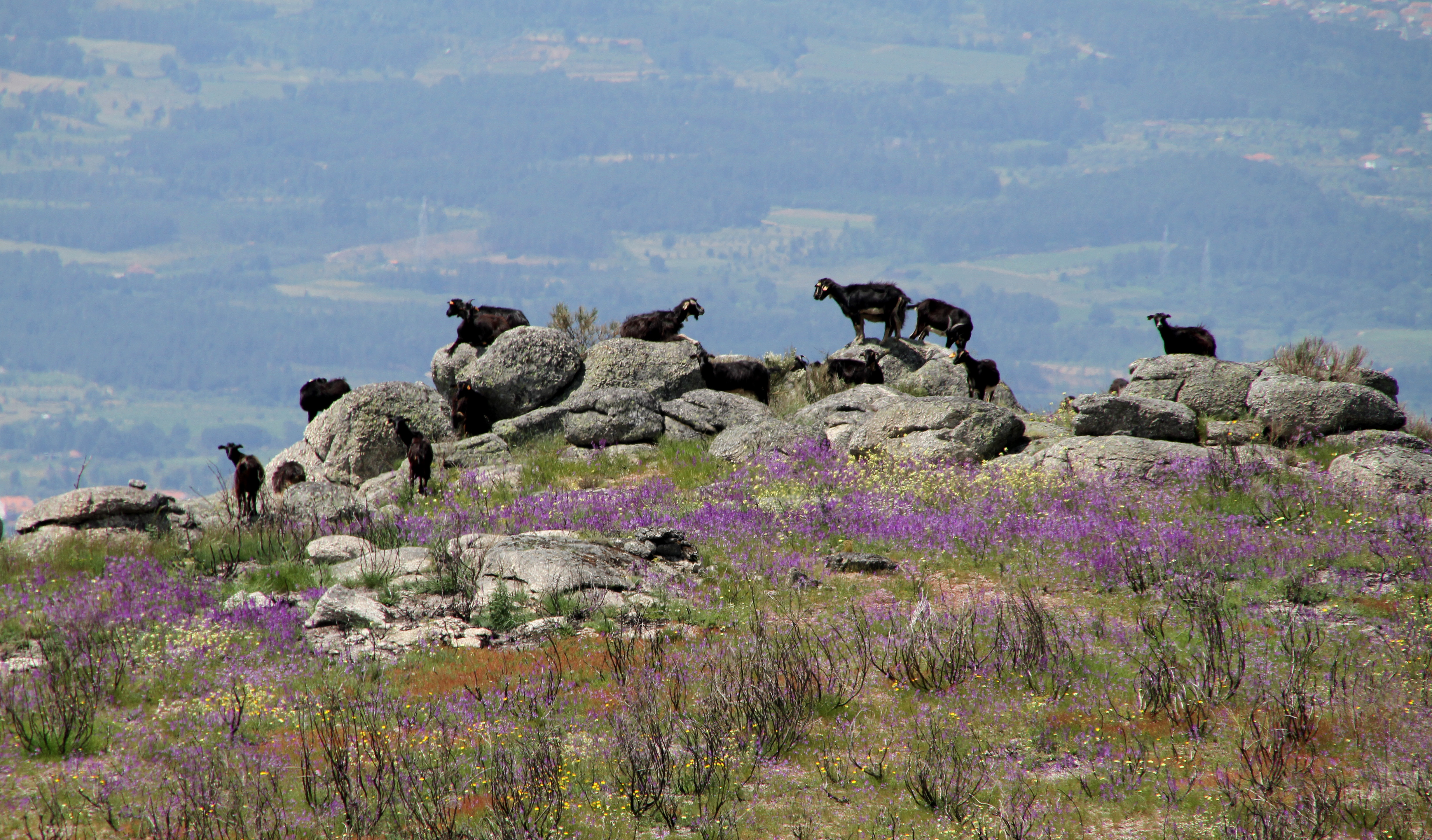
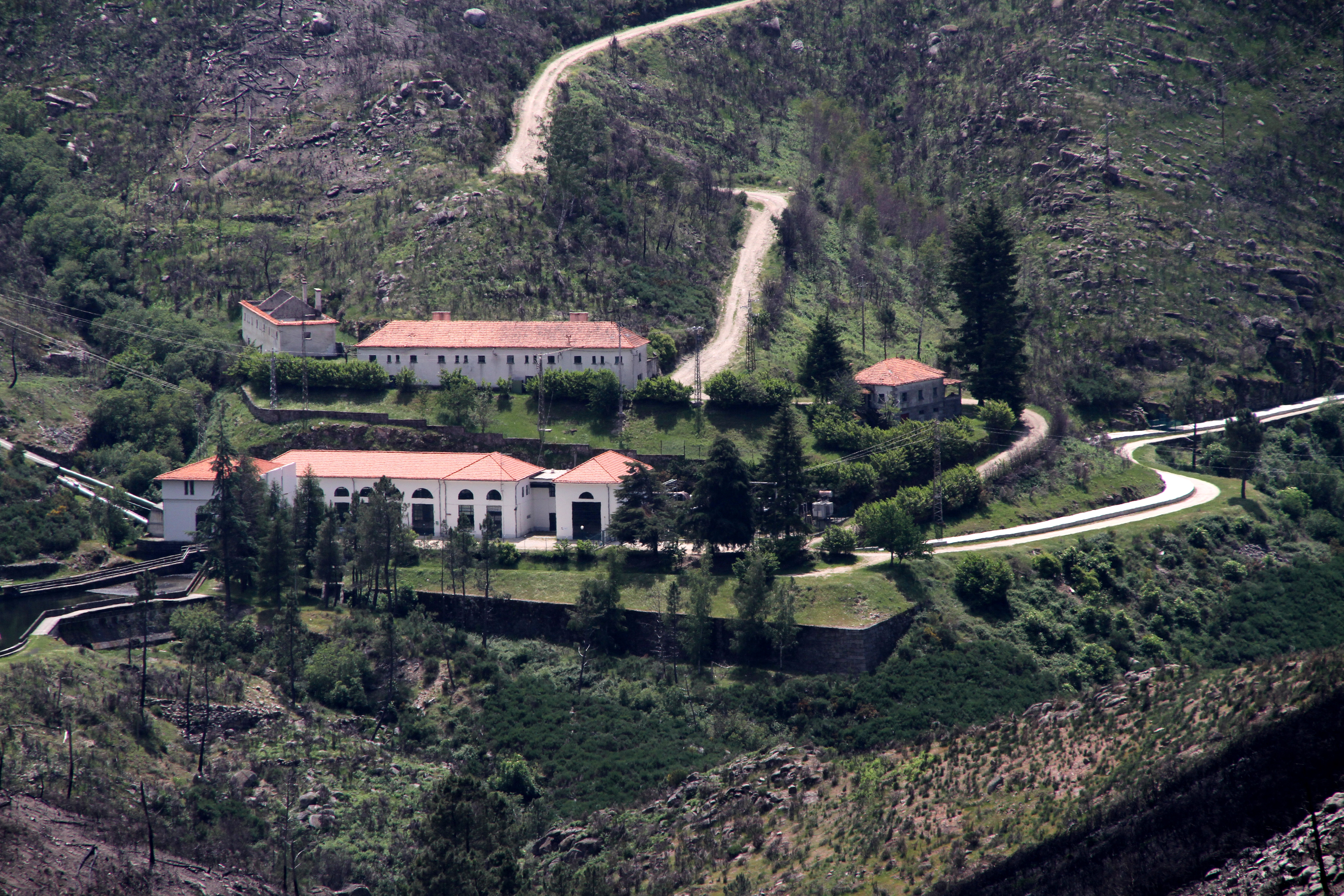